# Arina Schingenga
Arina Schingenga (Heerenveen, 10 mei 1978) is een voormalig Nederlands kortebaanschaatser. 
In 1996 werd ze tweede bij de Nederlandse Kortebaankampioenschappen, achter winnares Janine Koudenburg. Op 22 maart 1998 werd zij in Heerenveen Nederlands kampioene op de korte baan, voor Paula Buijtenhuijs en Reino Meuleman. In 2002 werd Arina Schingenga derde op het kortebaankampioenschap. Vier jaar later, op 15 december 2002 deed zij dit nogmaals, nu liet zij in Lageland-Hamweg bij het Groningse Harkstede Marja van der Werf en Janet Boelen achter zich.

## Resultaten
| Jaar | Plaats | Kampioenschap |
| ---- | ------ | ------------- |
| 1998 | Goud   | NK Kortebaan  |
| 2002 | Goud   | NK Kortebaan  |